# Richard Beland
Pour les articles homonymes, voir Beland.
Richard Beland est un boxeur sud-africain né le 30 novembre 1896 à Johannesbourg et mort le 27 février 1970.

## Carrière
Aux Jeux olympiques de 1920 à Anvers, Richard Beland perd la demi-finale des poids légers contre l'Américain Samuel Mosberg. Il perd ensuite le match pour la troisième place contre le Canadien Clarence Newton par walk-over et est donc classé 4e.
Beland atteint les quarts de finale lors des Jeux olympiques d'été de 1924 organisés à Paris. Il est éliminé par le Français Jean Tholey (en).